# علم
علم یک رشته نظام‌مند است که دانش را در قالب فرضیه‌ها و پیش‌بینی‌های قابل‌آزمایش در مورد جهان هستی می‌سازد و سازماندهی می‌کند. علم مدرن معمولاً به دو یا سه شاخه اصلی تقسیم می‌شود: علوم طبیعی که به مطالعه جهان فیزیکی می‌پردازند و علوم اجتماعی که به مطالعه افراد و جوامع می‌پردازند. مطالعه منطق، ریاضیات و علوم نظری رایانه اگرچه به‌عنوان علوم صوری از آن‌ها یاد می‌شود، معمولاً جداگانه درنظر گرفته می‌شوند زیرا به‌جای روش علمی به‌عنوان روش اصلی خود، به استدلال قیاسی متکی هستند. در همین حال، علوم کاربردی رشته‌هایی هستند که از دانش علمی برای اهداف عملی استفاده می‌کنند، مانند مهندسی و پزشکی.
تاریخ علم بخش عمده‌ای از پیشینه‌های تاریخی را دربرمی‌گیرد، و قدیمی‌ترین پیشینیان قابل‌شناسایی علم مدرن به عصر برنز در مصر و میان‌رودان (حدود ۳۰۰۰ تا ۱۲۰۰ پیش از میلاد) برمی‌گردند. سهم آن‌ها در ریاضیات، نجوم و پزشکی، فلسفه طبیعی یونان در اروپای باستان و سپس دانش قرون وسطی را شکل داد و به موجب آن تلاش‌های رسمی برای ارائه توضیحاتی برای وقایع جهان فیزیکی بر اساس علل طبیعی انجام شد. پیشرفت‌های بیشتر، از جمله معرفی دستگاه اعداد هندو-عربی، در دوران طلایی هند و دوران طلایی اسلام صورت گرفت. ترمیم و تلفیق آثار یونانی و مکاشفات اسلامی در اروپای غربی در طول رنسانس، فلسفه طبیعی را احیا کرد، که سپس توسط انقلاب علمی که در قرن شانزدهم آغاز شد دگرگون گشت، زیرا ایده‌ها و اکتشافات جدید از مفاهیم و سنت‌های پیشین یونانی فاصله گرفتند. روش علمی به زودی نقش بیشتری در کسب دانش ایفا کرد و در قرن نوزدهم، بسیاری از ویژگی‌های نهادی و حرفه‌ای علم آغاز به شکل‌گیری کردند، همراه با تغییر «فلسفه طبیعی» به «علوم طبیعی».
دانش جدید در علم با پژوهش دانشمندانی که با کنجکاوی در مورد جهان و تمایل به حل مشکلات انگیزه می‌گیرند، پیشرفت می‌کند. پژوهش‌های علمی معاصر بسیار مشارکتی هستند و معمولاً توسط گروه‌هایی در مؤسسات دانشگاهی و مراکز پژوهشی، سازمان‌های دولتی، و شرکت‌ها انجام می‌شوند. تأثیر عملی کار آن‌ها سبب ظهور سیاست‌های علمی شده‌است که با اولویت دادن به توسعه اخلاقی و معنوی محصولات تجاری، تسلیحات، مراقبت‌های بهداشتی، زیرساخت‌های عمومی و حفاظت از محیط‌زیست، به دنبال تأثیرگذاری بر فعالیت‌های علمی هستند.

## واژه‌شناسی
واژهٔ علم از زبان عربی، وارد زبان فارسی شده است. برخی واژه دانش را به‌جای علم به‌کار می‌گیرند؛ ولی باید توجه داشت علم و دانش، دارای دو تعریف متفاوت هستند. در زبان انگلیسی، واژه لاتین science برای علم به‌کار گرفته می‌شود و واژه knowledge، برای دانش. در زبان پهلوی واژه‌های هم عرض علم اینهاست: داناگیْه، هوداناگیْه، فْرهَنگ، فَرزَنیه. ویدا و چیستا هم برابرهایی هستند که از زبان اوستایی برگرفته شده‌اند. 

انیمیشن نشان دادن حرکت قاره‌ها: از جدایی پانگه آ تا به امروز

## تاریخ علوم
از عصر کلاسیک علوم به عنوان یک نوع دانش با فلسفه ارتباط نزدیکی داشتند. در اوایل عصر مدرن دو کلمهٔ علم و فلسفه در زبان انگلیسی به جای هم به کار برده می‌شدند. در سدهٔ ۱۷ میلادی فلسفهٔ طبیعی (که امروز علوم طبیعی نامیده می‌شود) به تدریج از فلسفه جدا شد. با این حال، علم همچنان کاربردی وسیع برای توضیح آگاهی‌های مطمئن در مورد یک موضوع داشت. به همین ترتیب هم امروزه نیز در عصر مدرن همچنان علم برای موضوعاتی همچون علم کتابداری یا علوم سیاسی کاربرد دارد. 
در عصر مدرن، علم معادل علوم طبیعی و فیزیکی به کار می‌رود، لذا محدود به شاخه‌هایی از آموختن است که به پدیده‌های دنیای مادی و قوانین آن‌ها می‌پردازد. این هم‌اکنون معنای غالب علم در کاربرد روزمره است. این معنای محدودتر از علم که خود بخشی از علم شده است، تبدیل به مجموعه‌ای از تعریف‌های قوانین طبیعت شده که بر مبنای مثال‌های اولیه‌ای همچون قانون کپلر، قوانین گالیله و قوانین حرکت نیوتن بنا شده‌اند. در این دوره رایج‌تر شد که به جای فلسفه طبیعی علوم طبیعی به کار رود. در طی سدهٔ نوزدهم میلادی کلمهٔ علم بیش از پیش مرتبط به مطالعهٔ منظم دنیای طبیعت شد، شامل فیزیک، شیمی، زمین‌شناسی و زیست‌شناسی. این منجر به قرارگیری مطالعات تفکر انسان و جامعه در یک برزخ زبان‌شناسی شد؛ که در نهایت منجر به قرارگیری این مطالعات دانشگاهی در زیر عنوان علوم اجتماعی شد. به همین ترتیب هم امروز قلمروهای بزرگی از مطالعات منظم و دانش وجود دارند که زیر سرفصل کلی علم قرار دارند، همچون علوم کاربردی و علوم صوری.
به‌طور کلی اطلاعات مجموعه‌ای از داده‌های خام و پردازش نشده است. پردازش اطلاعات علم را خلق می‌کند، و علمی که روشش تجربی و نتایجش آزمون پذیر و موضوعش جهان خارج باشد، علم تجربی نامیده می‌شود.
|       |              |                                |           | تعریف علمی سیستماتیک دارد |
|       |              | با روش علمی با آن برخورد می‌شود |           |                           |
|       | علمی می‌نماید |                                |           |                           |
| خرافه | شبه‌علم       | علم حاشیه‌ای                    | علم اولیه | علم (جریان رایج)          |

## مفهوم دیگر علم در زبان فارسی
در مقابل مفهوم علم به‌طور خاص وجود دارد که معادل انگلیسی (science) است که از ریشه لاتینی «ساینتیا» به معنای دانستن گرفته شده است و متناظر با آن بخشی از دانش بشری است که از طریق روش‌های تجربی حاصل شده است و قواعد علوم تجربی بر آن حاکم است.

## تولید علم
تولید علم یک واژه اشتباه (غلط مصطلح) است؛ و به‌جای توسعه علم به‌کار رفته است. وقتی در موتورهای جستجوگر معادل انگلیسی و فرانسه این واژه را جستجو می‌کنیم نتیجه‌ای نمی‌یابیم از این واژه تنها در ایران و نخستین بار توسط سیدعلی خامنه‌ای استفاده شده است. باید توجه داشت که واژه‌ها ابزار تفکر اند. کاربرد اشتباه آن‌ها باعث ایجاد اغتشاش فکری و انحراف فکری می‌شود. در یکی دو دهه اخیر این واژه ابداعی و واژه‌های مشابه مثل تولید اندیشه، تولید فرهنگ (به‌جای توسعه فرهنگ) تولید معرفت، تولید عالم، باعث آلوده‌سازی محیط‌های علمی به مفهوم‌های اشتباه و ایجاد مشکلاتی برای گسترش واقعی علم شده است. یکی از کژتابی‌های به‌وجود آمده در اثر این اصلاحات نادرست این است که پیشرفت علم با انتشار بروندادهای علمی مثل مقاله و پایان‌نامه اشتباه گرفته می‌شود. علم به‌عنوان یک مفهوم نرم‌افزاری، تولید کردنی نیست علم را می‌توان فراگرفت یا توسعه داد (توسعه علم) یا کشف کرد.